# Guerre civile éthiopienne (1871)
 (signalé en mai 2025).
Si vous disposez d'ouvrages ou d'articles de référence ou si vous connaissez des sites web de qualité traitant du thème abordé ici, merci de compléter l'article en donnant les références utiles à sa vérifiabilité et en les liant à la section « Notes et références ».
- Archive Wikiwix
- Bing
- Cairn
- DuckDuckGo
- E. Universalis
- Gallica
- Google
- G. Books
- G. News
- G. Scholar
- Persée
- Qwant
- (zh) Baidu
- (ru) Yandex
- (wd) trouver des œuvres sur Wikidata

Batailles
La guerre civile éthiopienne de 1871 se déroule du 21 juin au 11 juillet 1871 entre l'armée de Tekle Giyorgis II et celle du dejazmach Kassa Mercha, plus tard Yohannes IV. 

## Origine et déroulement du conflit
À la suite du décès de Téwodros II en 1868, Wagshum Gobezé s'est fait couronné illégalement par l'Itchégué sous le nom de Tekle Giyorgis II. Tandis que la majorité des régions du centre de l'Empire éthiopien ont immédiatement reconnu la suprématie du nouveau souverain, Yohannes, alors dejazmach Kassa Mercha, ainsi que Menelik, Negus du Shewa s'y sont opposés. De 1868 à 1871, Kassa prépare son armée de 12 000 hommes à affronter le Negusse Negest et ses 60 000 hommes qui pénètrent dans la province du Tegré en 1871.
La première bataille a lieu à May Zulawu. L'affrontement donne l'occasion à l'armée de Yohannes de prouver qu'une discipline et un meilleur armement peuvent facilement combler une infériorité numérique. Défait, Tekle Giyorgis se retire vers la rivière Mareb mais son adversaire, disposant d'une meilleure connaissance du terrain le débord et le force dans un cul-de-sac dans la région d'Adoua. La deuxième et dernière bataille se déroule près de la rivière Assam. Le Negusse Negest est sévèrement battu par Kassa Mercha qui le capture et l'emprisonne au sommet d'une montagne.
Sans véritable concurrent, Kassa Merche peut se faire couronner le 21 janvier 1872 à Aksoum sous le nom de Yohannes IV.